# Junjō (manga)
Junjō  (純情?) è un manga di genere yaoi di Hyōta Fujiyama, pubblicato in Giappone a partire dal 2007 e raccolto in tre volumi.

## Trama
Tozaki rincontra per caso Kurata, il suo primo amore al liceo al quale non ha mai osato confessare i suoi sentimenti. Tra i due inizierà presto una relazione.

## Film
Nel 2010 il regista Satoshi Kaneda ha tratto del manga un film intitolato Junjō ed interpretato da Rakuto Tochihara e Yūta Takahashi.